# Naja nubiae
Naja nubiae eller Nubisk spottkobra är en ormart som beskrevs av Wüster och Broadley 2003. Naja nubiae ingår i släktet Naja och familjen giftsnokar. Inga underarter finns listade i Catalogue of Life.
Denna orm förekommer i nordöstra Afrika från Niger till Egypten, Eritrea och Sydsudan.